# ᶲ
Cette page contient des caractères spéciaux ou non latins. S’ils s’affichent mal (▯, ?, etc.), consultez la page d’aide Unicode.
ᶲ, appelée phi en exposant, phi supérieur ou lettre modificative latine phi, est un ancien symbole de l’alphabet phonétique international. Il est formé de la lettre latine phi mise en exposant et n’est pas à confondre avec la lettre modificative grecque phi ‹ ᵠ ›.

## Utilisation
Dans certaines transcriptions de l’alphabet phonétique international, non standard depuis 1989, ‹ ᶲ › est utilisé après le symbole d’une consonne bilabiale sourde pour indiquer l’articulation secondaire fricative, indiquant une affriquée, par exemple la consonne affriquée bilabiale sourde [pᶲ], notée [pɸ] ou [p͡ɸ] avec l’alphabet phonétique international.
Dans l’étude des langues caucasiennes, certains auteurs comme John Colarusso utilisent le phi en exposant pour indiquer la prononciation de consonne fricative avec une prononciation bilabiale additionnelle par exemple x̂ᶲ.

## Représentations informatiques
La lettre modificative latine phi peut être représenté avec les caractères Unicode suivants (extensions phonétiques) :
| formes       | représentations | chaînes de caractères | points de code | descriptions                      | note                            |
| ------------ | --------------- | --------------------- | -------------- | --------------------------------- | ------------------------------- |
| modificative | ᶲ               | ᶲ                     | U+1DB2         | lettre modificative minuscule phi | codé pour le symbole phonétique |

## Sources
- Association phonétique internationale, Exposé des principes de l’Association phonétique internationale, Leipzig, B. G. Teubner, 1900 (JSTOR 44749210, lire en ligne)
- (en) John Colarusso, A Grammar of The Kabardian Language, University of Calgary Press, 1988
- (en) Peter Constable, Revised Proposal to Encode Additional Phonetic Modifier Letters in the UCS, 1er février 2004 (lire en ligne)
- (en) International Phonetic Association, « Report on the 1989 Kiel Convention », Journal of the International Phonetic Association, vol. 19, no 2,‎ 1989, p. 67-80 (DOI 10.1017/S0025100300003868)
- (en) International Phonetics Association, Handbook of the International Phonetics Association : a guide to the use of the International Phonetic Alphabet, Cambridge, Cambridge University Press, 1999, 204 p. (ISBN 0-521-63751-1 et 0-521-65236-7, lire en ligne)
- (en) John Laver, Principles of phonetics, Cambridge, Cambridge University Press., coll. « Cambridge textbooks in linguistics », 1994